# Кам'янська сільська рада (Сторожинецький район)
Кам'янська сільська́ ра́да — адміністративно-територіальна одиниця та орган місцевого самоврядування у Сторожинецькому районі Чернівецької області. Адміністративний центр — село Кам'яна.

## Загальні відомості
- Населення ради: 3 265 осіб (станом на 2001 рік)

## Населені пункти
Сільській раді були підпорядковані населені пункти:
- с. Кам'яна
- с. Глибочок

## Склад ради
Рада складалася з 20 депутатів та голови.
- Голова ради: Костащук Микола Іванович
- Секретар ради: Грицяк Степанія Степанівна

### Керівний склад попередніх скликань
| Прізвище, ім'я, по батькові | Основні відомості                                                 | Дата обрання | Дата звільнення |
| --------------------------- | ----------------------------------------------------------------- | ------------ | --------------- |
| Гідора Василь Іванович      | Сільський голова, 1955 року народження, освіта вища, безпартійний | 26.03.2006   | 31.10.2010      |
| Гідора Василь Іванович      | Сільський голова, 1955 року народження, освіта вища, безпартійний | 31.10.2010   |                 |

Примітка: таблиця складена за даними сайту Верховної Ради України

### Депутати
За результатами місцевих виборів 2010 року депутатами ради стали:

#### За суб'єктами висування
| Суб'єкт висування | Кількість обраних депутатів | %   |
| ----------------- | --------------------------- | --- |
| Самовисування     | 20                          | 100 |

#### За округами
| № округу | Прізвище, ім'я, по батькові        | Дата визнання обраним | Освіта             | Партійна приналежність                        | Відомості про обраного депутата      |
| -------- | ---------------------------------- | --------------------- | ------------------ | --------------------------------------------- | ------------------------------------ |
| 1        | Грицяк Степанія Степанівна         | 03.11.2010            | вища               | позапартійна                                  | Кам'янська сільська рада, секретар   |
| 2        | Фочук Валерій Георгійович          | 03.11.2010            | середня            | член Всеукраїнського об'єднання «Батьківщина» | приватний підприємець                |
| 3        | Токар Дмитро Олексійович           | 03.11.2010            | середня            | позапартійний                                 | приватний підприємець                |
| 4        | Левіцька Оксана Дмитрівна          | 03.11.2010            | вища               | член Всеукраїнського об'єднання «Батьківщина» | приватний підприємець                |
| 5        | Вороновський Василь Іванович       | 03.11.2010            | вища               | член Всеукраїнського об'єднання «Батьківщина» | приватний підприємець                |
| 6        | Клибак Дмитро Васильович           | 03.11.2010            | середня спеціальна | член Всеукраїнського об'єднання «Батьківщина» | приватний підприємець                |
| 7        | Мітран Василь Георгійович          | 03.11.2010            | вища               | член Всеукраїнського об'єднання «Батьківщина» | приватний підприємець                |
| 8        | Цуркан Валерій Іванович            | 03.11.2010            | середня спеціальна | член Народної партії                          | магазин, продавець                   |
| 9        | Токар Галина Василівна             | 03.11.2010            | середня спеціальна | член Політичної партії «Наша Україна»         | СРТБДІ «Богдан», керівник            |
| 10       | Сушинський Георгій Миколайович     | 03.11.2010            | середня            | член Всеукраїнського об'єднання «Батьківщина» | приватний підприємець                |
| 11       | Домитрюк Марина Василівна          | 03.11.2010            | середня спеціальна | член Всеукраїнського об'єднання «Батьківщина» | ТОВ «Зарінок Сервіс», касир-оператор |
| 12       | Токар Флорій Георгійович           | 03.11.2010            | середня            | позапартійний                                 | магазин «Аудіо-центр», водій         |
| 13       | Дутчак Василь Костянтинович        | 03.11.2010            | середня            | позапартійний                                 | приватний підприємець                |
| 14       | Стрієнко Руслан Георгійович        | 03.11.2010            | середня            | член Всеукраїнського об'єднання «Батьківщина» | тимчасово не працює                  |
| 15       | Полянянська Світлана Володимирівна | 03.11.2010            | вища               | член Всеукраїнського об'єднання «Батьківщина» | Кам'янська АЗП, медична сестра       |
| 16       | Лівіцький Андрій Михайлович        | 03.11.2010            | середня спеціальна | член Всеукраїнського об'єднання «Батьківщина» | ДМУ, студент                         |
| 17       | Демчук Дмитро Костянтинович        | 03.11.2010            | вища               | позапартійний                                 | студент                              |
| 18       | Комар Володимир Дмитрович          | 03.11.2010            | вища               | позапартійний                                 | ЗАТ "Буковинапродукт, директор       |
| 19       | Кожелянко Василь Іванович          | 03.11.2010            | середня            | член Всеукраїнського об'єднання «Батьківщина» | приватний підприємець                |
| 20       | Свереда Георгій Михайлович         | 03.11.2010            | вища               | позапартійний                                 | приватний підприємець                |